# Liste der Biografien/Bergg
Liste der Biografien |
Portal Biografien |
Personensuche
# |
A |
B |
C |
D |
E |
F |
G |
H |
I |
J |
K |
L |
M |
N |
O |
P |
Q |
R |
S |
T |
U |
V |
W |
X |
Y |
Z |
?
 
Ba |
Be |
Bd |
Bg |
Bh |
Bi |
Bj |
Bl |
Bm |
Bn |
Bo |
Br |
Bs |
Bu |
Bw |
By |
Bz
 
Bea–Beb |
Bec |
Bed |
Bee |
Bef |
Beg |
Beh |
Bei |
Bej |
Bek |
Bel |
Bem |
Ben |
Beo |
Bep |
Beq |
Ber |
Bes |
Bet |
Beu |
Bev |
Bew |
Bex |
Bey |
Bez
 
Bera |
Berb |
Berc |
Berd |
Bere |
Berf |
Berg |
Berh |
Beri |
Berj |
Berk |
Berl |
Berm |
Bern |
Bero |
Berq |
Berr |
Bers |
Bert |
Beru |
Berv |
Berw |
Berx |
Bery |
Berz
 
Berga |
Bergb |
Bergc |
Bergd |
Berge |
Bergf |
Bergg |
Bergh |
Bergi |
Bergj |
Bergk |
Bergl |
Bergm |
Bergn |
Bergo |
Bergq |
Bergr |
Bergs |
Bergt |
Bergu |
Bergv |
Bergw
Die Liste der Biografien führt alle Personen auf, die in der deutschsprachigen Wikipedia einen Artikel haben. Dieses ist eine Teilliste mit 32 Einträgen von Personen, deren Namen mit den Buchstaben „Bergg“ beginnt.

## Bergg

### Bergga
- Berggaard, Mats Søhagen (* 1995), norwegischer Skispringer

### Berggo
- Berggold, Athanasius (* 1958), deutscher Benediktinerabt
- Berggold, Karl Moritz (1760–1814), deutscher Porträt und Bataillenmaler
- Berggötz, Heinrich (1889–1973), deutscher Politiker (CSVD, CDU, BVP, NPD)

### Berggr
- Berggrav, Eivind (1884–1959), norwegischer lutherischer Bischof, Primas der Kirche von Norwegen
- Berggrav, Jørgen, norwegischer Marineoffizier
- Berggreen, Andreas Peter (1801–1880), dänischer Komponist und Organist
- Berggreen, Emil (* 1993), dänischer Fußballspieler
- Berggreen, Klaus (* 1958), dänischer Fußballspieler
- Berggreen-Merkel, Ingeborg (* 1949), deutsche Verwaltungsjuristin und Ministerialdirektorin beim Beauftragten der Bundesregierung für Kultur und Medien a. D.
- Berggren Larsen, Line (* 1998), dänische Handballspielerin
- Berggren, Andreas (* 1985), schwedischer Pokerspieler
- Berggren, Edward (1876–1961), schwedischer Maler und Kunstpädagoge
- Berggren, Emelie (* 1982), schwedische Eishockeyspielerin und -trainerin
- Berggren, Emil (* 1986), schwedischer Handballspieler und -funktionär
- Berggren, Evy (1934–2018), schwedische Turnerin
- Berggren, Gösta (1910–2002), schwedischer Skispringer
- Berggren, Guillaume (1835–1920), schwedischer Fotograf
- Berggren, Gustav (* 1997), schwedischer Fußballspieler
- Berggren, Håkan (1936–2017), schwedischer Diplomat und Historiker, Botschafter in Dänemark, Kanada und Singapur
- Berggren, Hans (* 1973), schwedischer Fußballspieler
- Berggren, Henrik (* 1957), schwedischer Journalist und Historiker
- Berggren, Inger (1934–2019), schwedische Schlagersängerin
- Berggren, Jenny (* 1972), schwedische Sängerin und Mezzo-Sopranistin
- Berggren, John Lennart (* 1941), kanadischer Mathematikhistoriker
- Berggren, Jonas (* 1967), schwedischer Musiker, Songwriter und Produzent
- Berggren, Tommy (1950–2012), schwedischer Fußballspieler
- Berggren, William A. (* 1931), US-amerikanischer Geologe und Paläontologe
- Berggruen, Heinz (1914–2007), deutscher Kunsthändler, Galerist, Sammler, Autor, Journalist
- Berggruen, Helen (* 1945), US-amerikanische Malerin
- Berggruen, Nicolas (* 1961), deutsch-amerikanischer Investor, Immobilienmakler, Kunstsammler und PolitikberaterNicolas Berggruen (* 1961)

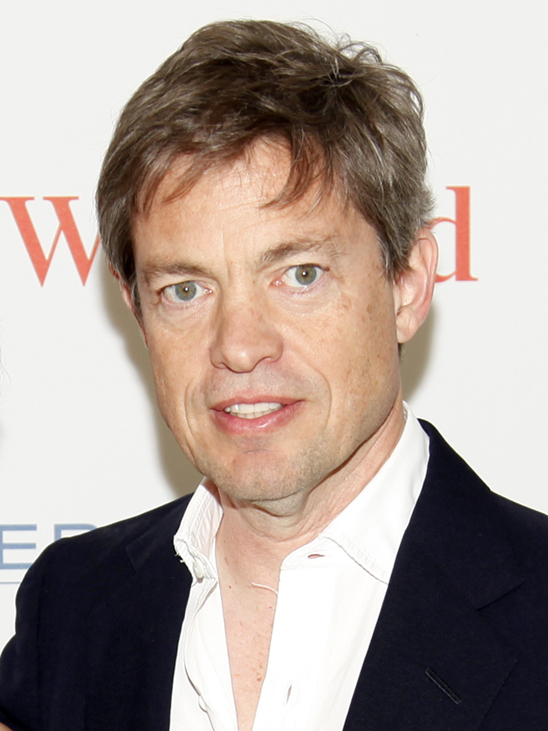
Nicolas Berggruen (* 1961)

- Berggruen, Olivier (* 1963), deutsch-amerikanischer Kunsthistoriker, Kurator und Schriftsteller